# Jason Clarke
Jason Clarke, född 17 juli 1969 i Winton, Queensland, Australien, är en australisk skådespelare. Han är bland annat känd för filmen The Man with the Iron Heart där han spelar Reinhard Heydrich.

## Biografi
Clarke föddes och växte upp i Winton, Queensland. Hans far arbetade som fårklippare.

## Filmografi (i urval)
- 2000 – Tvillingarnas vilda äventyr
- 2002 – Rabbit-Proof Fence
- 2006–2008 – Brotherhood (TV-serie)
- 2008 – Death Race
- 2010 – Wall Street: Money Never Sleeps
- 2010 – Trust
- 2011 – Texas Killing Fields
- 2012 – Lawless
- 2012 – Zero Dark Thirty
- 2013 – Den store Gatsby
- 2013 – White House Down
- 2014 – Apornas planet: Uppgörelsen
- 2017 – The Man with the Iron Heart
- 2019 – De andras hus
- 2019 – Jurtjyrkogården
- 2020 – The Devil All the Time
- 2025 – A House of Dynamite